# Порта
Порта је реч која означава врата или улаз у кућу, зграду или двориште. Поред овог значења израз „порта” означава и простор око православне цркве односно црквено двориште.
Сама реч „порта” потиче од латинске речи „porta”.
Поред речи „порта”, чешће се у нашем језику користи реч „капија”.
Реч „Порта” раније се у европској дипломатији користила као назив за турску владу — Висока порта. 